# Belabbes
Pour les articles homonymes, voir Belabbes (homonymie).
Bel Abbes est un petit village situé sur la rive gauche du Chélif à 2 km ouest d'El Attaf (Ain-defla).
La Zaouia de Sidi Hadj Bencherki et les ruines de Tigava municipium se trouvent de l'autre côté sur la rive droite à un 1 km au nord ouest de Belabbes.
En 1939, M. Bloch a exploré le site  archéologique de Wattignies ce qui a permis de lui redonner le nom antique de Tigava Castra, longtemps attribué à tort au site archéologique d'Oppidum Novum d'Ain -Defla.